# Coupe du monde de triathlon 2015
Navigation
Édition précédente Édition suivante
La coupe du monde de triathlon 2015 est composée de huit courses organisées par la Fédération internationale de triathlon (ITU). Depuis 2009 le classement final n'existe plus et les points gagnés sur ces étapes sont intégrés au Séries mondiales de triathlon qui décerne le titre de champion du monde de triathlon. 

## Calendrier
| Date          | Ville        | Pays             | Distance |
| ------------- | ------------ | ---------------- | -------- |
| 14 mars       | Mooloolaba   | Australie        | S        |
| 22 mars       | New Plymouth | Nouvelle-Zélande | S        |
| 9-10 mai      | Chengdu      | Chine            | M        |
| 13-14 juin    | Huatulco     | Mexique          | S        |
| 8-9 août      | Tiszaújváros | Hongrie          | S        |
| 3-4 octobre   | Cozumel      | Mexique          | S        |
| 17-18 octobre | Alanya       | Turquie          | M        |
| 24-25 octobre | Tongyeong    | Corée du Sud     | M        |

## Résultats

### Mooloolaba
| Position           | Hommes            | Hommes    | Hommes      | Femmes               | Femmes    | Femmes         |
| Position           | Nom               | Pays      | Temps       | Nom                  | Pays      | Temps          |
| ------------------ | ----------------- | --------- | ----------- | -------------------- | --------- | -------------- |
| Médaille d'or      | David Hauss       | France    | 55 min 22 s | Tamara Gómez Garrido | Espagne   | 1 h 1 min 42 s |
| Médaille d'argent  | Jacob Birtwhistle | Australie | 55 min 24 s | Amélie Kretz         | Canada    | 1 h 1 min 46 s |
| Médaille de bronze | Vicente Hernandez | Espagne   | 55 min 31 s | Ashleigh Gentle      | Australie | 1 h 2 min 1 s  |

### New Plymouth
| Position           | Hommes                | Hommes         | Hommes      | Femmes           | Femmes     | Femmes         |
| Position           | Nom                   | Pays           | Temps       | Nom              | Pays       | Temps          |
| ------------------ | --------------------- | -------------- | ----------- | ---------------- | ---------- | -------------- |
| Médaille d'or      | Richard Murray        | Afrique du Sud | 52 min 38 s | Kaitlin Donner   | États-Unis | 1 h 0 min 18 s |
| Médaille d'argent  | Alexander Bryukhankov | Russie         | 52 min 59 s | Renee Tomlin     | États-Unis | 1 h 0 min 20 s |
| Médaille de bronze | Kristian Blummenfelt  | Norvège        | 53 min 2 s  | Vendula Frintová | Tchéquie   | 1 h 0 min 25 s |

### Chengdu
| Position           | Hommes            | Hommes      | Hommes          | Femmes         | Femmes     | Femmes          |
| Position           | Nom               | Pays        | Temps           | Nom            | Pays       | Temps           |
| ------------------ | ----------------- | ----------- | --------------- | -------------- | ---------- | --------------- |
| Médaille d'or      | Ryan Fisher       | Australie   | 1 h 46 min 7 s  | Renee Tomlin   | États-Unis | 1 h 58 min 16 s |
| Médaille d'argent  | Rostislav Pevtsov | Azerbaïdjan | 1 h 46 min 8 s  | Arina Shulgina | Russie     | 1 h 58 min 22 s |
| Médaille de bronze | Kevin McDowell    | États-Unis  | 1 h 46 min 12 s | Lisa Perterer  | Autriche   | 1 h 58 min 29 s |

### Huatulco
| Position           | Hommes             | Hommes    | Hommes      | Femmes             | Femmes     | Femmes         |
| Position           | Nom                | Pays      | Temps       | Nom                | Pays       | Temps          |
| ------------------ | ------------------ | --------- | ----------- | ------------------ | ---------- | -------------- |
| Médaille d'or      | Irving Pérez       | Mexique   | 59 min 29 s | Valentina Carvallo | Chili      | 1 h 6 min 20 s |
| Médaille d'argent  | Maximilian Schwetz | Allemagne | 59 min 29 s | Jolanda Annen      | Suisse     | 1 h 6 min 48 s |
| Médaille de bronze | Thomas Springer    | Autriche  | 59 min 31 s | Kirsten Kasper     | États-Unis | 1 h 6 min 59 s |

### Tiszaújváros
| Position           | Hommes            | Hommes   | Hommes      | Femmes               | Femmes    | Femmes         |
| Position           | Nom               | Pays     | Temps       | Nom                  | Pays      | Temps          |
| ------------------ | ----------------- | -------- | ----------- | -------------------- | --------- | -------------- |
| Médaille d'or      | Igor Polyanskiy   | Russie   | 54 min 11 s | Felicity Sheedy-Ryan | Australie | 1 h 0 min 54 s |
| Médaille d'argent  | Gábor Faldum      | Hongrie  | 54 min 18 s | Audrey Merle         | France    | 1 h 0 min 55 s |
| Médaille de bronze | Andreas Schilling | Danemark | 54 min 24 s | Sara Dossena         | Italie    | 1 h 0 min 56 s |

### Cozumel
| Position           | Hommes         | Hommes         | Hommes      | Femmes        | Femmes    | Femmes      |
| Position           | Nom            | Pays           | Temps       | Nom           | Pays      | Temps       |
| ------------------ | -------------- | -------------- | ----------- | ------------- | --------- | ----------- |
| Médaille d'or      | Richard Murray | Afrique du Sud | 55 min 3 s  | Ai Ueda       | Japon     | 59 min 9 s  |
| Médaille d'argent  | Kyle Jones     | Canada         | 55 min 14 s | Rachel Klamer | Pays-Bas  | 59 min 16 s |
| Médaille de bronze | Gábor Faldum   | Hongrie        | 55 min 15 s | Erin Densham  | Australie | 59 min 25 s |

### Alanya
| Position           | Hommes               | Hommes   | Hommes          | Femmes                 | Femmes     | Femmes          |
| Position           | Nom                  | Pays     | Temps           | Nom                    | Pays       | Temps           |
| ------------------ | -------------------- | -------- | --------------- | ---------------------- | ---------- | --------------- |
| Médaille d'or      | João Pereira         | Portugal | 1 h 45 min 10 s | Yuliya Yelistratova    | Ukraine    | 1 h 59 min 32 s |
| Médaille d'argent  | Kristian Blummenfelt | Norvège  | 1 h 45 min 21 s | Summer Cook            | États-Unis | 1 h 59 min 52 s |
| Médaille de bronze | Kyle Jones           | Canada   | 1 h 45 min 27 s | Miriam Casillas García | Espagne    | 2 h 0 min 5 s   |

### Tongyeong
| Position           | Hommes               | Hommes      | Hommes          | Femmes         | Femmes | Femmes         |
| Position           | Nom                  | Pays        | Temps           | Nom            | Pays   | Temps          |
| ------------------ | -------------------- | ----------- | --------------- | -------------- | ------ | -------------- |
| Médaille d'or      | Matthew Sharp        | Royaume-Uni | 1 h 48 min 39 s | Yuka Sato      | Japon  | 2 h 0 min 52 s |
| Médaille d'argent  | David Castro Fajardo | Espagne     | 1 h 48 min 50 s | Jolanda Annen  | Suisse | 2 h 1 min 6 s  |
| Médaille de bronze | Courtney Atkinson    | Australie   | 1 h 48 min 56 s | Yuko Takahashi | Japon  | 2 h 1 min 15 s |

## Par nation
| Rang | Nation         | Victoires |
| ---- | -------------- | --------- |
| 1    | Afrique du Sud | 2         |
| 1    | Australie      | 2         |
| 1    | États-Unis     | 2         |
| 1    | Japon          | 2         |
| 5    | Chili          | 1         |
| 5    | Espagne        | 1         |
| 5    | France         | 1         |
| 5    | Mexique        | 1         |
| 5    | Portugal       | 1         |
| 5    | Royaume-Uni    | 1         |
| 5    | Russie         | 1         |
| 5    | Ukraine        | 1         |